# Agripina Patricio Ramírez
Agripina Patricio Ramírez (San Pablo Ayutla Mixe, 20 de mayo de 1954) es una traductora y promotora de la cultura ayüük o mixe.

## Trayectoria
Agripina salió de su lugar de origen a los 8 años rumbo a la Ciudad de México con el propósito de aprender mejor el español y conocer nuevos lugares. Aprendió a leer y a escribir en español a los 10 años de forma autodidacta al fijarse en anuncios, periódicos entre otros medios de comunicación. A los 14 años regresó a su pueblo y fue ahí donde comenzó su labor como intérprete al auxiliar a sus vecinos y conocidos con trámites que se realizaban en español. 
En el año 2001 regresó a la Ciudad de México y se integró a la asociación Otigli A.C, después de presentar un examen en otra variante del mixe el cual pudo pasar por la convivencia que tuvo durante su niñez con otras comunidades de Oaxaca, en esta asociación ella se unió a una capacitación de términos jurídicos. También, participó en la organización Comit como traductora, y asesora en temas jurídicos a personas pertenecientes a la cultura mixe. 
En 2004 acudió para reforzar el aprendizaje de escritura en su lengua a la Semana de Lengua y Vidas Mixes que realizó el Instituto Nacional de Lenguas Indígenas (INALI). En este evento conoció a Rodrigo Romero Méndez, lingüista y académico de la Universidad Nacional Autónoma de México (UNAM), que le propuso colaborar en distintos trabajos académicos como traductora. El trabajo más destacado de esta colaboración es el libro Historias mixes de Ayutla : Así contaron los abuelos = Te'nte'n ja' mëjä'ätyëjk myatyä'äkt publicado por el Instituto de Investigaciones Filológicas de la UNAM. Actualmente trabaja con Rodrigo Romero Méndez en la creación de un diccionario en lengua Ayüük.
De igual forma Agripina se dedica a narrar las historias de su pueblo que han sido transmitidas de generación en generación. Por lo anterior, participó en febrero de 2019 en la Primera Muestra Lingüística Indígena evento organizado en la Ciudad de México por la SEPI con la presentación de cuentos, leyendas y relatos en mixe.
Colaboró en la Secretaría de Desarrollo Rural y Equidad para las Comunidades (SEDEREC actualmente SEPI) como maestra de mixe y como escritora del libro Las Delicias de la Cumbre al Natural.

## Obra
- Las Delicias de la Cumbre al Natural (2017, SEDEREC)

### En colaboración
- Historias mixes de Ayutla : Así contaron los abuelos = Te'nte'n ja' mëjä'ätyëjk myatyä'äkt